# Astragalus exilis
Astragalus exilis es una especie de planta del género Astragalus, de la familia de las leguminosas, orden Fabales.

## Distribución
Astragalus exilis se distribuye por Tayikistán (Dushanbe, Leninabad) y Uzbekistán (Kashkadarinskaya).

## Taxonomía
Fue descrita científicamente por Korol. Fue publicado en Botanicheskie Materialy Gerbariya Botanicheskogo Instituta Imeni V. L. Komarova Akademii Nauk S S S R. 7: 171 (1938).